# Ширково (Смоленская область)
Ширково — деревня в Смоленской области России, в Ельнинском районе. Население — 10 жителей (2007). Расположена в юго-восточной части области в 30 км к юго-востоку от города Ельня, в 7 км южнее автодороги Р96 Новоалександровский (А101)- Спас-Деменск — Ельня — Починок, западнее от границы с Калужской областью. В 12 км к северу от деревни железнодорожная станция Теренино на линии Смоленск — Сухиничи. Входит в состав Теренинского сельского поселения.

## История
В годы Великой Отечественной войны деревня была местом ожесточённых боёв и была оккупирована гитлеровскими войсками в октябре 1941 года. Была освобождена в августе 1943 года